# Obrażejowice
Obrażejowice – wieś w Polsce położona w województwie małopolskim, w powiecie proszowickim, w gminie Radziemice.
W 1595 roku wieś Obrazowice położona w powiecie proszowskim województwa krakowskiego była własnością wojewodziców krakowskich: Gabriela, Andrzeja i Jana Magnusa Tęczyńskich. W latach 1975–1998 miejscowość administracyjnie należała do województwa krakowskiego.

Integralna część miejscowości: Kobiela.
Urodził się tu Władysław Kramarz – podporucznik pilot Wojska Polskiego, kawaler Krzyża Walecznych, ofiara zbrodni katyńskiej.